# 亨利·列斐伏尔
亨利·列斐伏爾（法語：Henri Lefebvre，法語發音：[ɑ̃ʁi ləfɛvʁ]；1901年6月16日—1991年6月29日），又譯作亨利·烈菲伏爾，是法國馬克思主義哲學家和社會學家，以開創對日常生活的批判而著稱，引入了城市權和社會生產的概念空間，以及他關於史達林主義，存在主義和結構主義的辯證法，異化和批評的工作。在他的多產職業生涯中，列斐伏爾寫了六十多本書和三百篇文章。

## 生平
亨利·列斐伏爾在1901年出生於法國朗德省阿热特莫，1920年取得碩士學位，1954年取得博士學位。
1961年，成為斯特拉斯堡大学社會學教授，並在1968年提出其著名的城市權學說。
1991年，《空間的生產》英譯本面市。他在同年6月28日至29日之間的夜裡逝世。 

## 日常生活批判
列斐伏爾的空間理論，主要宗旨在於揭櫫人們日常生活過程中，有意無意間涉及到的各種社會空間，並致力定義出各式在世俗價值中，被忽略或被刻意隱藏的空間意義。

### 空間理論
列斐伏爾的空間理論，主要可從三種分類入門：
- 空間實踐（spatial practice）
- 空間再現（representations of space）
- 再現空間（representational space）

### 現代社會三層論
列斐伏爾提出，在「自願被控管者的時空領域」中，資本主義的日常生活可以分為以下三層結構： 
- 下層結構（經驗）：強制與適應的日常生活
- 中層結構（想像）：由具有隱喻與轉喻功能的話語構成的社會關係
- 上層結構（意識形態）：消費、廣告、時尚、旅行等等

## 外部連結
- 空間（Space） - 陳露明
- 空間：社會產物與使用價值 （页面存档备份，存于）